# Miedżek Czaryjew
Miedżek Orazmuradowicz Czaryjew (ros. Меджек Оразмурадович Чарыев; ur. 24 listopada 1944) – radziecki i turkmeński reżyser oraz scenograf filmów animowanych.

## Życiorys
Uczył się w Wyższej Szkole Artystycznej w Aszchabadzie (1961-1966), następnie w WGIK (1967-1973) oraz na Wyższych Kursach dla Scenarzystów i Reżyserów w Moskwie (1982-1984). Pracował w studiu „Turkmenfilm” (1975-1991). W 1987 roku wykładał animację w Aszchabadzkiej Szkole Artystycznej. Na początku lat 90. pracował jako artysta w Turkmeńskim Teatrze Lalek.

## Wybrana filmografia
- 1977: Latający dywan